# Sawang
Ne doit pas être confondu avec Kessy Sawang.

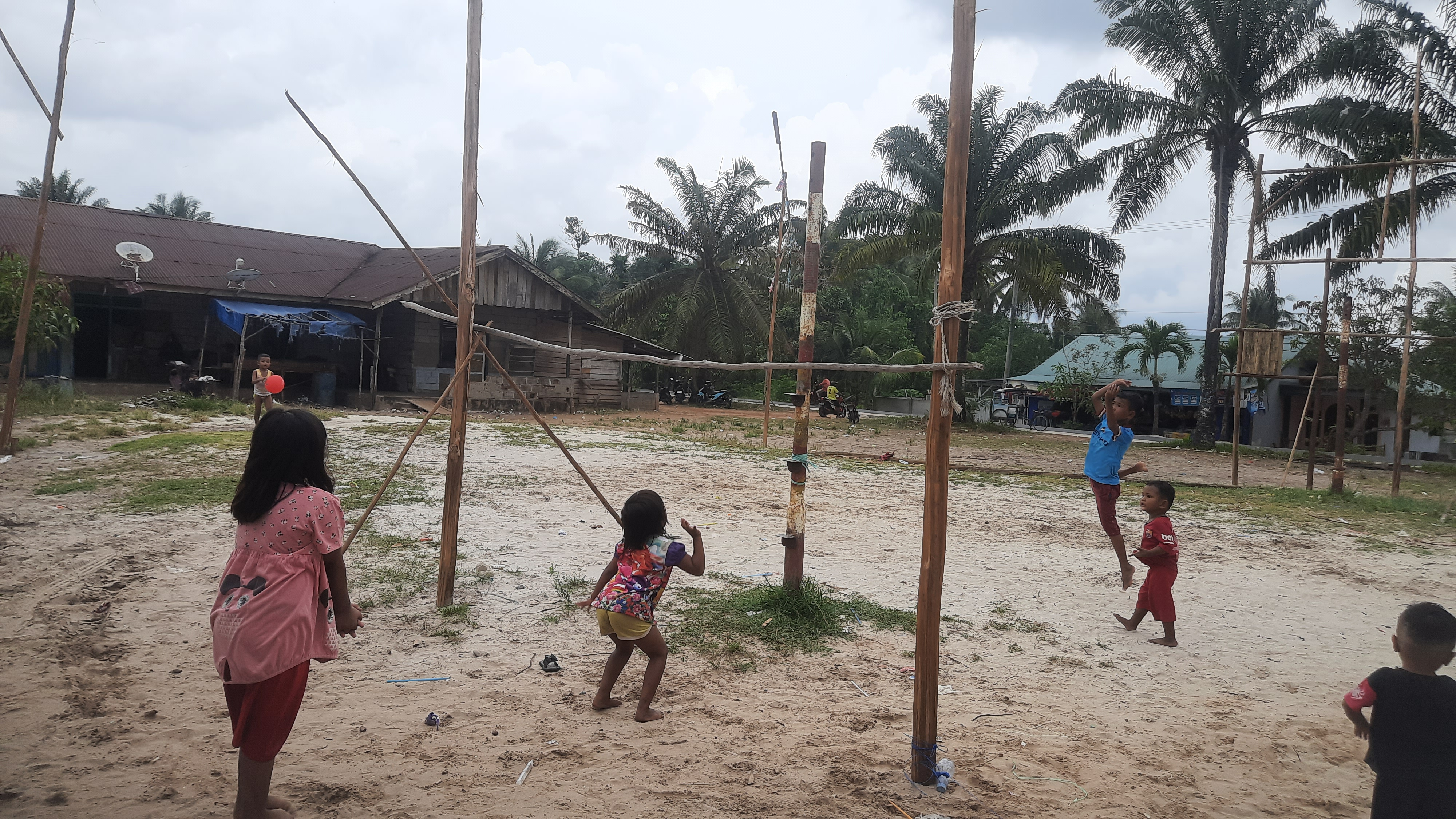
Sawang

Les Sawang (en indonésien : Suku Sawang) sont une population nomade des zones côtières et des petites îles autour des îles Bangka et Belitung. À Bangka, on les trouve à Lepar Pongok et Pangkalan Baru, tandis qu'à Belitung, on les trouve notamment à Membalong. Les Sekak de Bangka sont également appelés Sakai ou Mapur. Parce que la plupart de leur vie se passe en mer, on les appelle aussi Orang Laut, "gens de la mer". Les Sawang de  Belitung sont également connus sous le nom d'Ameng Sewang. 
La langue des Sawang est le sekak, qui fait partie du groupe des langues malaises, mais elle est très différente des autres langues de la région. Les Sawang de Bangka est considérée par le gouvernement provincial de Bangka Belitung comme une communauté autochtone. Le ministère de l'éducation et de la culture les classe comme une communauté coutumière. 
La vie sur un bateau les rend très dépendants des conditions naturelles. Si l'état de la mer n'est pas possible, ils resteront dans la maison du bateau. Ils s'installèrent temporairement dans une colonie construite sur la plage. Habituellement, ils ne vivent à terre que quelques instants. Ce court laps de temps leur a donné peu d'occasions d'établir des relations sociales avec d'autres groupes ethniques. Cette situation leur a valu à ce moment-là d’être classées dans les "communautés isolées". 

## Origine des Sawang de Bangka Belitung
Les nomades de mer dans les eaux de Bangka et de Belitung sont généralement appelés Orang Laut, mais beaucoup les appellent également Sekak, Sekat, Sika et Sekah. La signification du nom ne peut être expliquée. Riedel soutient que si le nom est censé être lié à la plage de la cloison ou de l'estuaire dans les rivières malaises, il est très peu concluant. Cela n’est possible que par "déviation" ou "pemlesetan" du nom de Sekana (k), nom d’un bateau-pirate de Lingga. Ils étaient les descendants du commandant qui contrôlait Jahore, harcelé depuis des décennies dans les eaux de Bangka Beach. Après avoir commis des actes de piraterie dans les eaux des îles Riau-Lingga, ils ont été expulsés et se sont rendus sur Bangka pour continuer à vivre et à rester dans de petits bateaux. 
Si l'hypothèse sur l'origine du nom est correcte, cela peut signifier que les Sea People se sont mêlés au peuple Sekana. Les Sekah eux-mêmes avaient une très mauvaise réputation au début du XIXe siècle en raison de la piraterie menée avec le peuple Rayat de Lingga. Les activités menées telles que les pirates de Lingga ont été financées et encouragées par une personnalité locale de Belitung Malay. 
Selon une version de l'origine des Sawang, les Sekak qui vivaient sur l'île Bangka étaient des descendants des Orang Laut, originaires de petites îles qui font maintenant partie du territoire de la Malaisie. Au cours de son périple en tant que pêcheur nomade, les Orang Laut se sont ensuite installés à Kubung, district de Lepar, à Pongok, dans la régence de Bangka. Ce descendant des Sea People est devenu connu sous le nom de peuple Sekak. 
Une autre version de l'histoire orale de l'origine des Sawang dit que le mot vient du nom de l'arbre est souvent appelé l'arbre ou des arbres Sawang boueux. Avec le fruit de sawang et l'occultisme que possédaient leurs ancêtres, le peuple Sawang a pu tuer des pirates ou des pirates appelés Lanun. Lanun, aussi appelé souvent Ilanun, est originaire des îles Laluna au sud des Philippines. Ce sont des pirates de la mer très craint par Padagang qui traverse les eaux de l’Asie du Sud-Est. Après que les Sawangs aient pu tuer les pirates, les survivants de Lanun se sont rendus et les ont invités à faire la paix avec les Sawang. Ils ont également établi des relations conjugales et infantiles à partir du mariage entre les Sawang, puis se sont étendus à travers diverses îles de l'archipel et des Philippines. La tradition des Sawangs qui errent dans la mer et ne sont jamais liés par des colonies de peuplement permanentes a provoqué une large diffusion des descendants des peuples Sawang et Lanun. On pense que leur distribution s'étend autour des îles Sulu, des îles Riau et des îles Bangka Belitung. Même certains des habitants de la communauté malaise Belitung sont issus des peuples Sawang et Lanun. 

## Caractéristiques
Les Sawang sont devenus célèbres quand Andrea Hirata dans son livre intitulé " Laskar Pelangi " a mentionné leur existence à Belitung Est et a décrit les caractéristiques physiques et le comportement social des Sawang. La couleur de la peau des Sawang est généralement brune et relativement plus sombre que celle des Bangka et des Belitung en général. On peut dire qu'elle est sombre parce qu’elle est exposée à trop de soleil. Leurs cheveux sont raides et certains des autres sont ondulés et raides comme un grand-parent. En outre, leur corps est robuste. 
Les deuxième et troisième générations de Sawang qui vivent à terre sont difficiles à distinguer des Bangka et des Belitung en général car il existe de nombreux mariages avec d'autres groupes ethniques autour de leur domicile. Le mariage entre unSawang et des membres d'autres groupes est quelque chose de courant. 

## Le programme d'établissement des Sawang
À Bangka Belitung, il existe au moins cinq communautés autochtones, à savoir: les Orang Lom, les Sekak, les Sawang, les Jering et les Kedalek. Les Loms résident à Mapur et à Air Abik, dans le sous-district de Belinyu, à Jering et à Kedalek dans le sous-district de Kelapa. Il s'agit de communautés autochtones qui choisissent les zones forestières intérieures comme habitations. Les habitants de Lomé ont généralement des moyens de subsistance en tant qu’agriculteurs, tandis que les habitants de Sekak à Tanjung Gunung et les Sawang à Belitung sont des communautés autochtones qui vivent dans la région côtière et travaillent comme pêcheurs. Le peuple Sekak et le peuple Sawang sont célèbres en tant que marins. Par conséquent, ils sont aussi souvent appelés suku Laut ("peuple de la mer") ou Orang Laut ("gens de la mer"). 
Certaines communautés Sawang de Belitung ont été réinstallées à terre pendant le règne des Indes orientales néerlandaises lorsqu'elles sont devenues des ouvriers de la fabrique d'étain NV Gemeenschapelyke Mynbow Maatschappy Blinton. Ils ont construit des habitations dans le quartier de Selinsing Village, district de Gantung, East Belitung Regency. En 1970, le gouvernement a mis en place un programme de peuplement pour les Sawang qui vivaient encore dans la mer de nomades. Ils ont été réinstallés à Kampung Laut, dans le village de Jeru Seberang, dans le district de Tanjung Pandan, dans la régence de Belitung. Le programme gouvernemental de licenciement des Sawang de Belitung aurait été une tentative secrète d'islamisation de la communauté autochtone Sawang car, lors de la construction de la colonie Sawang dans le village de Pal Satu dans les années 1970 dans le village de Juru Seberang, Tanjung Pandan a également été construite Sorang qui prononce la phrase de shahada reçoit également un kit de prière. 
L’effort d'établissement des Sawang a également entraîné le retrait du peuple Sawang de ses racines culturelles car ses ancêtres ont construit pendant des siècles une culture maritime comme mode de vie et leur cadre d’adaptation pour vivre en mer. La communauté Sawang sur l’ île de Belitung est exposée à des problèmes complexes, à savoir : le fardeau de la discrimination qui existe depuis longtemps. Après leur réinstallation sur la terre ferme, les Sawang devinrent de plus en plus éloignés de leurs propres systèmes culturel, économique et religieux. En outre, leur identité culturelle en tant que peuple marin disparaît également lorsque leur vie quotidienne n’a plus rien à voir avec la mer. 